# Sisyrinchium californicum
Sisyrinchium californicum även gul gräslilja är en irisväxtart som först beskrevs av Ker Gawl., och fick sitt nu gällande namn av Jonas Dryander. Sisyrinchium californicum ingår i släktet gräsliljor, och familjen irisväxter. Inga underarter finns listade i Catalogue of Life.

## Bildgalleri

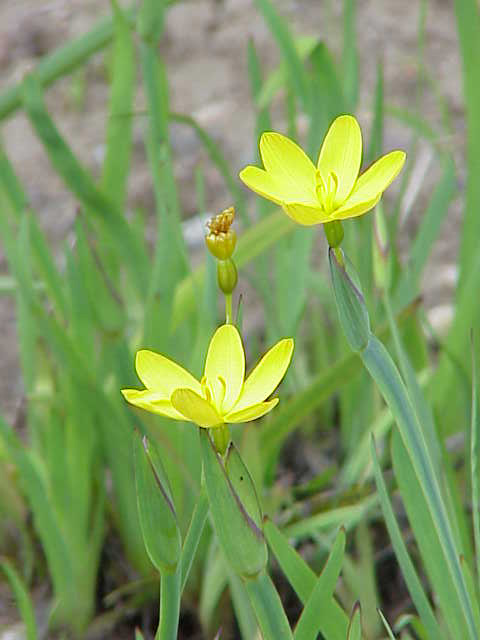
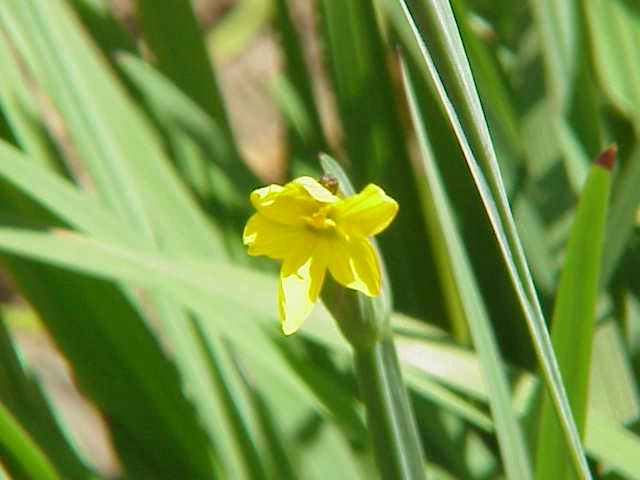
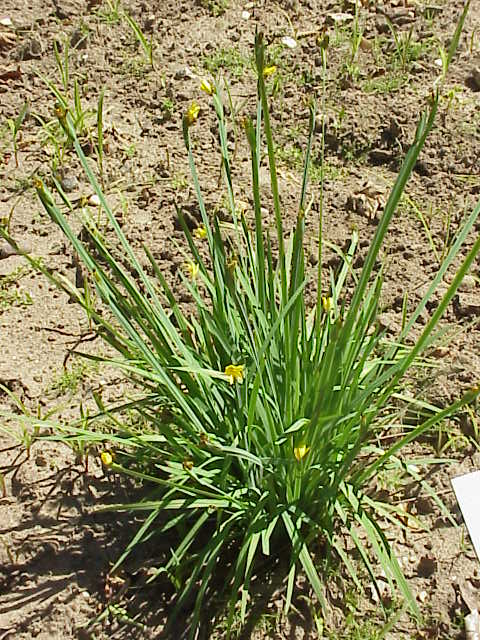
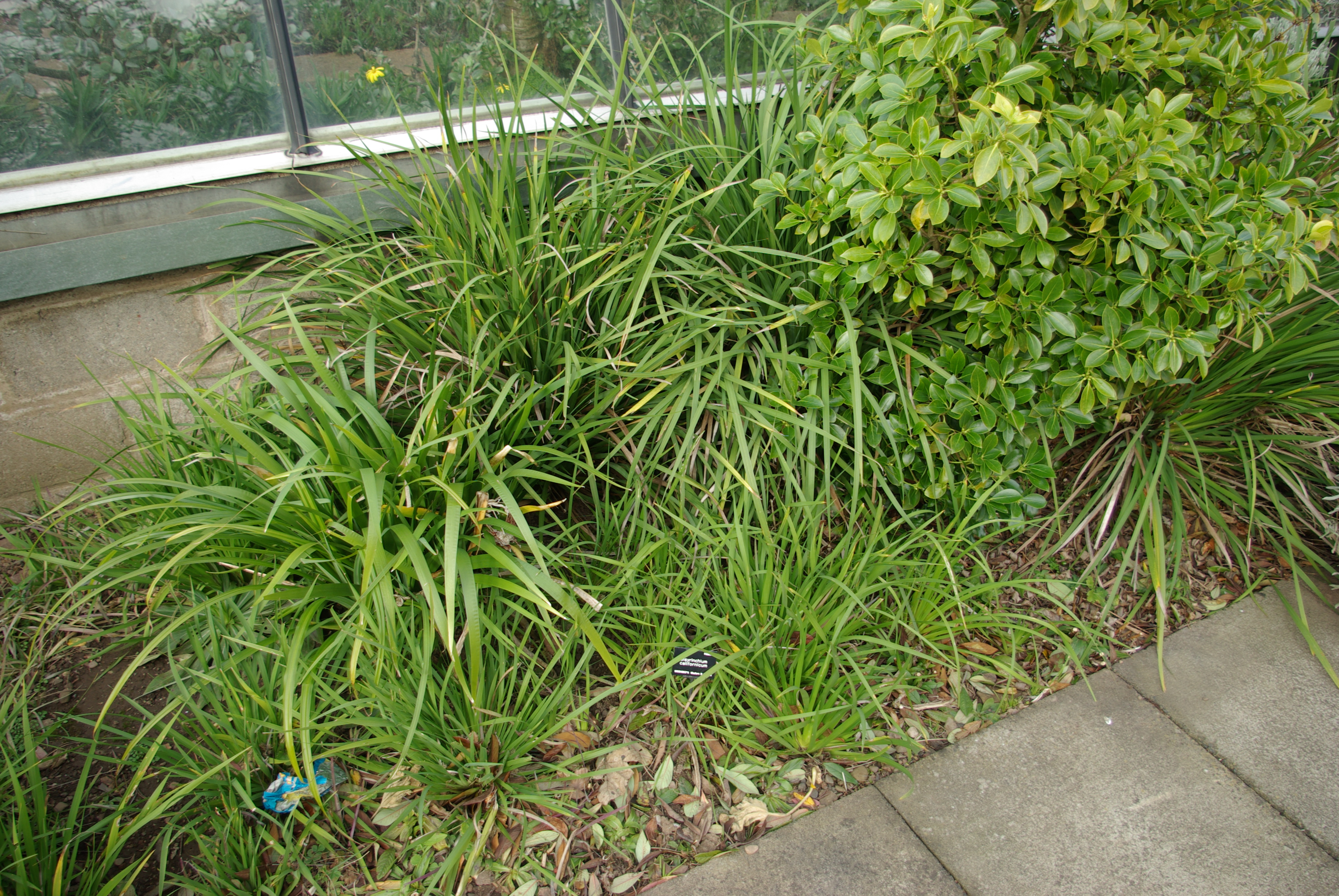
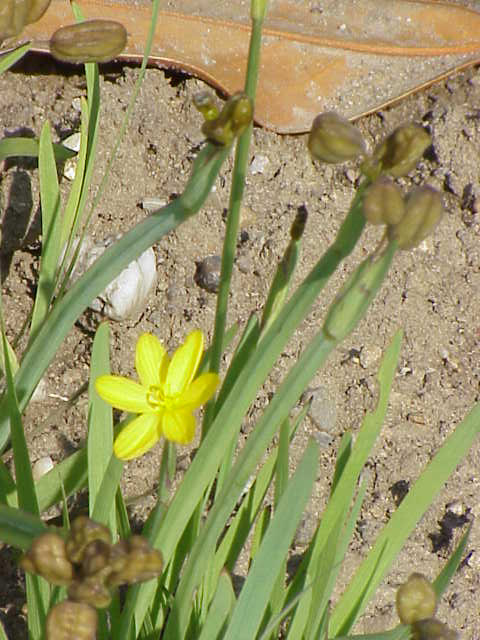
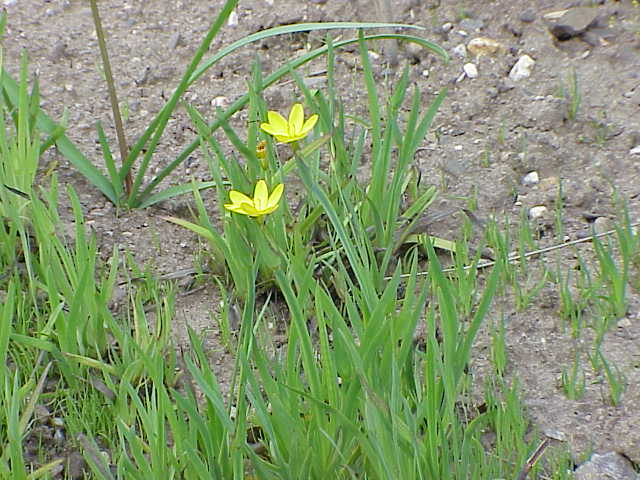